# 제임스 본드의 영화 목록
《007 시리즈》 또는 《제임스 본드 시리즈》(James Bond)는 《살인 번호》를 첫 작품으로 하는 영화 시리즈이다.

## 같이 보기
- 본드걸
- 클라이맥스! - 카지노 로얄